# 425-я отдельная армейская авиационная эскадрилья
425-я отдельная армейская авиационная эскадрилья она же отдельная армейская авиационная эскадрилья связи 10-й армии — авиационная воинская часть ВВС РККА в Великой Отечественной войне.

## Боевой путь
Отдельная армейская авиационная эскадрилья связи 10-й армии сформирована 18 февраля 1943 года на базе 880-го смешанного авиационного полка. На вооружении состояли самолеты У-2.
8 марта 1943 года эскадрилья была переименована в 425-ю отдельную армейскую авиационную эскадрилью связи.
Экипажи эскадрильи выполняли ночные вылеты на бомбометание и доставку грузов партизанам, эвакуацию раненых, дневные вылеты на разведку грунтовых и шоссейных дорог, вылеты на разбрасывание листовок и на связь. При выполнении боевых заданий наиболее отличились заместитель командира эскадрильи старший лейтенант С. С. Кузюков, лётчики старший лейтенант В. А. Глебов, старшие сержанты В. С. Аншуков и Е. Н. Тарасов, стрелки-бомбардиры младший лейтенант Н. П. Кулешов, старшины С. Т. Куриленко и В. М. Паршиков.
24 апреля 1944 года эскадрилья была подчинена штабу 4-й воздушной армии.
Во время проведения Белорусской операции эскадрилья произвела 1280 вылетов на связь, доставку служебной корреспонденции, газет и переброску офицеров штаба армии, поиск аэродромов. При выполнении заданий командования отличились командир звена старший лейтенант И. А. Сергеев, лётчики старшины Г. И. Лучко, И. М. Решетченко и Е. Н. Тарасов.
За время проведения Млавско-Эльбингской, Восточно-Прусской и Восточно-Померанской операций эскадрилья выполнила 1679 вылетов на связь штаба тыла 4-й воздушной армии с армейскими частями, на изыскание мест расположения армейских баз снабжения авиационным горючим. При выполнении заданий командования отличились штурман эскадрильи младший лейтенант В. М. Паршиков, командиры звеньев старшие лейтенанты Г. С. Купцов и В. Н. Шпренгер, лётчики лейтенант В. Е. Малько, младшие лейтенанты Г. И. Лучко, И. М. Решетченко и Е. Н. Тарасов.

## Командование эскадрильи
- командир эскадрильи:
  -  майор Симаков Мартын Степанович (февраль — апрель 1943 г.)
  -  майор Лопуховский Александр Иванович (апрель — октябрь 1943 г.)
  -  майор Ломако, Вера Фёдоровна (c января 1944 г.)
- начальник штаба эскадрильи:
  - капитан Лисиков Леонид Васильевич (февраль - 02.07.43 )
    -  старший лейтенант, капитан Кондратьев Василий Фёдорович (с августа 1943 г.)
- заместитель командира эскадрильи:
  -  старший лейтенант Кузюков Сергей Сергеевич (июнь 1942 г. — 1944 г.)
- штурман эскадрильи:
  -  младший лейтенант Паршиков Вячеслав Макарович
- заместитель командира эскадрильи по эксплуатации — старший техник эскадрильи:
  -  старший техник-лейтенант Калинин Евгений Иосифович (с августа 1942 г.)
  -  гвардии старший техник-лейтенант Мосципан Николай Григорьевич (с февраля 1945 г.)